# Turnie Simonda

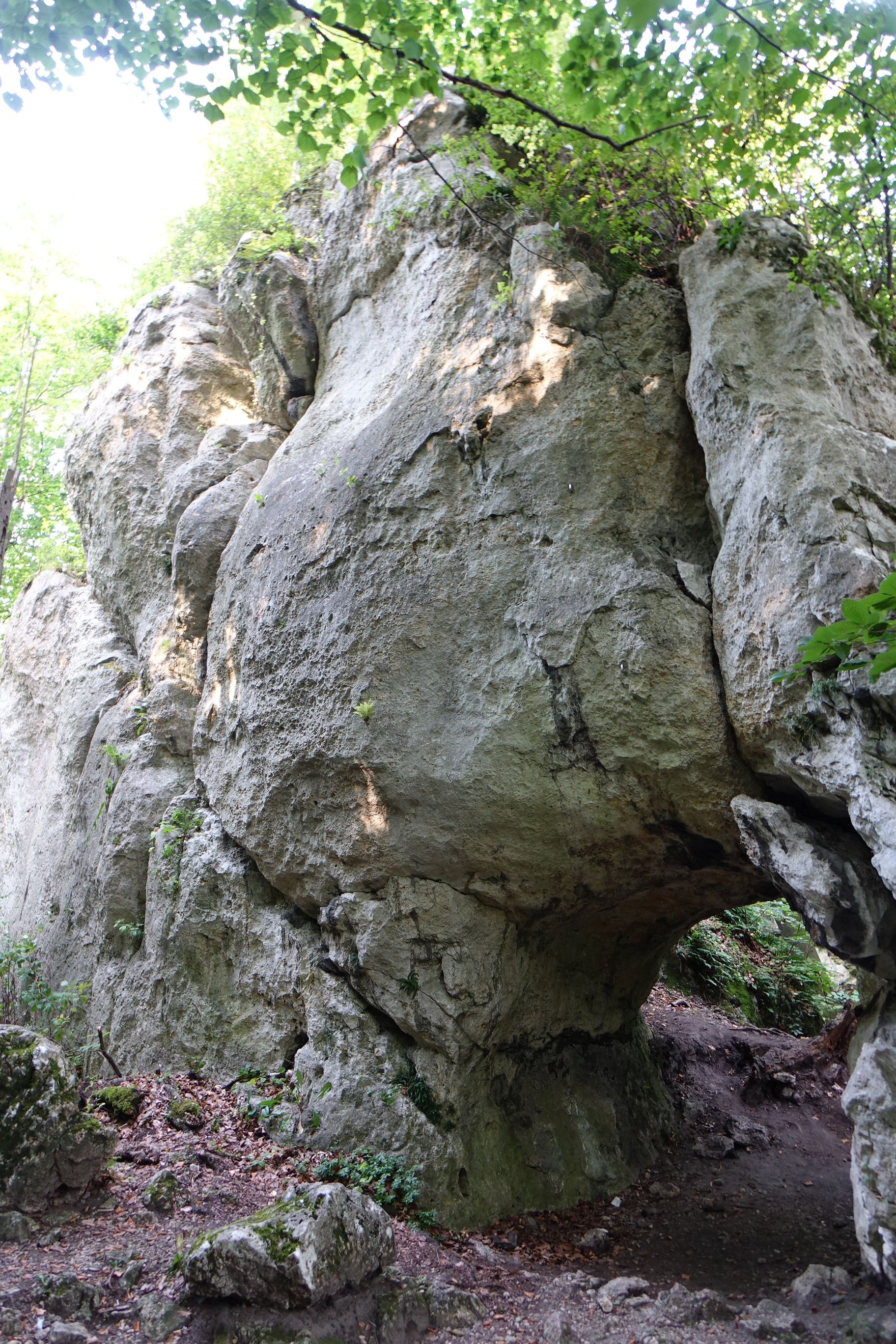

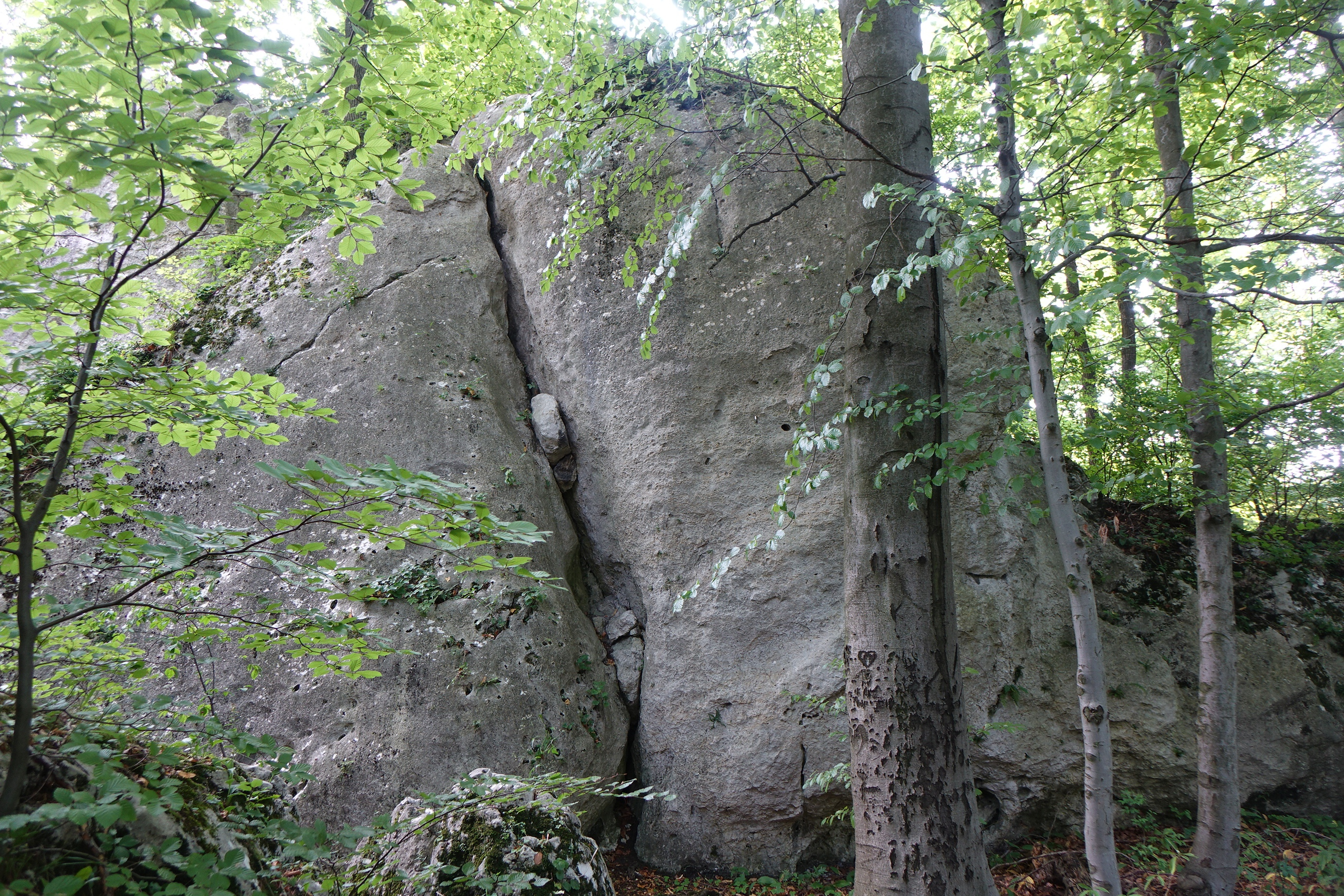

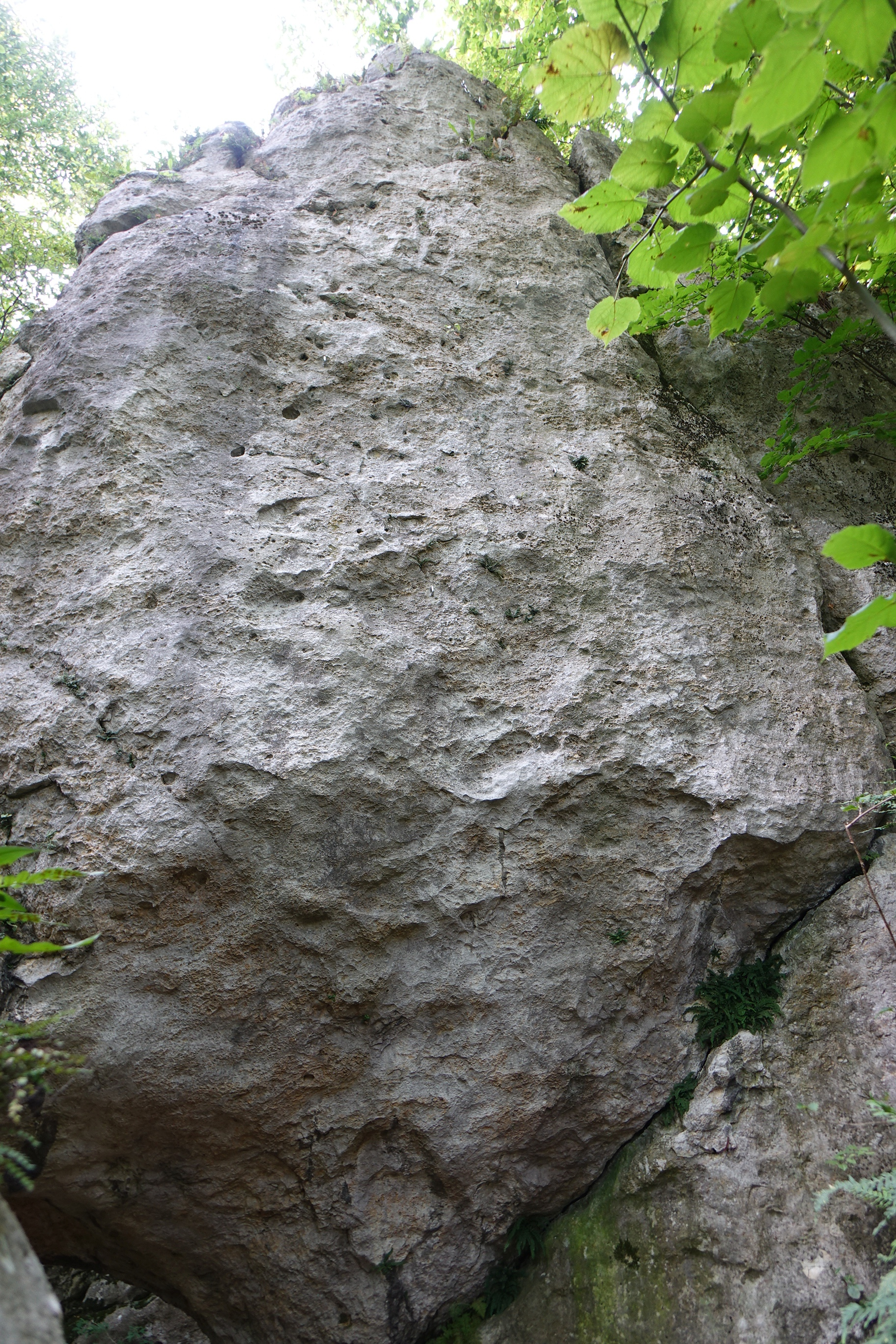

Turnie Simonda – skały w Górach Sokolich w obrębie miejscowości Olsztyn w województwie śląskim, w powiecie częstochowskim, w gminie Olsztyn. Znajduje się na grzbiecie Pustelnicy, na Wyżynie Mirowsko-Olsztyńskiej będącej częścią Jury Krakowsko-Częstochowskiej.
Są to zbudowane z wapieni skały o wysokości 10 m. Znajdują się w lesie, kilkanaście metrów powyżej ogrodzonego żerdkami leja z Jaskinią Koralową. Na ich pionowych ścianach w latach 1994–2012 poprowadzono 24 drogi wspinaczkowe o trudności od IV+ do VI.4+ w skali polskiej, są też dwa projekty. Część z dróg ma zamontowane punkty asekuracyjne: ringi (r), dwa ringi zjazdowe (drz) lub stanowisko zjazdowe (st). Skały znajdują się w rezerwatu przyrody Sokole Góry i obecnie wspinaczka skalna na tych skałach jest zabroniona.
Turnie Simonda I
1. Filar; VI
2. Projekt (Trojan); 3r + drz
3. Dzienniczek ucznia; 3r + drz
4. Wschodnia rysa; IV
5. Skutki uboczne; 3r + drz, VI.1+
6. Krecik; 5r + drz, VI.1+
7. Wschodnia rysa nad oknem; IV

Turnie Simonda II
1. Zachodnia rysa nad oknem; VI.1
2. Łyk spirytusu; 3r + st, VI.4
3. Maraton trzeźwości; 2r + st, VI.3
4. Tylko ludzie głupie nie piją przy zupie; 1r, VI.2+/3
5. Pijana rysa; V-

Turnie Simonda III
1. Płytki bok; 2r + rz, IV+
2. Płytka beybe; rz, V
3. Filar płytki; rz, IV
4. Krótka rysa; IV
5. Demony są w nas; 3r + st, VI.2

Turnie Simonda IV
1. Wilki lasu; 4r + st, IV+
2. Dżumandża; 4r + st, VI.2
3. Projekt (Miting); 4r + st
4. Rysa Simonda; VI.1+
5. Narsonifikacja; 4r + st, VI.4
6. Projekt (Klasa robotnicza); 4r + st
7. Teatr Jednego Aktora; 3r + drz, VI.4+
8. Ryska Simona; drz, VI+
9. Gorzała i korniki; 3r + drz, VI.1[4].

W Skałach Simonda znajduje się Schronisko nad Jaskinią Koralową oraz Schronisko w Turni Simonda na Pustelnicy.